# Виница (Северна Македония)
Вижте пояснителната страница за други значения на Виница.
Виница (на македонска литературна норма: Виница) е град в източната част на Северна Македония, център на община Виница. Население: 10 863 жители.

## География
Градът се намира в Кочанската котловина, между планините Осогово и Плачковица. През града преминават Винишката и Градешката река. Край града минават реките Осойница и Брегалница.

## История
Край града има останки от късноантична крепост – Кале от IV-VI век. От това време са и керамичните релефи от Виница, известен паметник на ранно-християнското изкуство на Балканите.
В османски данъчни регистри на немюсюлманското население от вилаета Кратово от 1618 – 1619 година е отбелязано село Виниче с 55 джизие ханета (домакинства). Списък на селищата и на немюсюлманските домакинства в същия вилает от 1637 година сочи 31 джизие ханета във Виниче.
В края на XIX век село Виница е голямо смесено българо-турско селище. Според Васил Кънчов („Македония. Етнография и статистика“) в селото в 1900 година са живели 1320 души, от които 840 българи християни и 300 турци.
По данни на секретаря на Българската екзархия Димитър Мишев („La Macédoine et sa Population Chrétienne“) в 1905 година Виница има 944 жители българи екзархисти и работи българско училище.
При избухването на Балканската война в 1912 година 3 души от Виница са доброволци в Македоно-одринското опълчение.
След Междусъюзническата война в 1913 година Виница попада в Сърбия. Населението с българско съзнание е подложено на гонения от новата сръбска власт.
Според Димитър Гаджанов в 1916 година във Виница живеят 250 турци, 183 цигани мохамедани и 681 българи.
По време на българското управление във Вардарска Македония в годините на Втората световна война, Никола Ан. Бумбарски от Цървище е български кмет на Виница от 11 септември 1941 година до 28 ноември 1942 година. След това кметове са Маноил М. Х. Пецев от Щип (28 ноември 1942 - 22 януари 1944) и Крум Хр. Бояджиев от Виница (22 януари 1944 - 9 септември 1944).
Църквата „Свети Архангел Михаил“ е изградена в 1973 година, върху темели на стара църква и е осветена от митрополит Наум Злетовско-Струмишки. Иконите на иконостасът са от XIX век, пренесени от старата църква, дело на неизвестен автор. Живописта е започната в 2001 година от зограф Венко Цветков от Скопие.
Според преброяването от 2002 година Виница има 10 863 жители.
| Националност | Всичко |
| македонци    | 9246   |
| албанци      | 0      |
| турци        | 256    |
| роми         | 1209   |
| власи        | 111    |
| сърби        | 20     |
| бошняци      | 0      |
| други        | 21     |

## Образование и култура
Две основни и едно средно училище, културен дом, кино. В културния дом или така наречения музей се намират останки от едновремешната крепост.

## Личности
От Виница са българските революционери от ВМОРО Ангел Винички (1860 – 1902), Георги Иванов (? – 1900), станал по-късно предател и предизвикал злощастната Винишка афера в 1897 година, Григор Димитров Трапезников (около 1880 – ?) и Димитър Паликрушев (? – 1933). В града е родена първата оперна певица във Вардарска Македония – Благородна Бурева (1903 – 1977). Виничанин е югославският партизанин и деец Кирил Михайловски (1916 – 1991). В по-ново време виничани са етноложката Галаба Паликрушева (1928 – 2009) и модната дизайнерка Гордана Вренцоска (р. 1973).

## Други
На Виница е наречена улица в кварталите „Подуяне“ и „Гео Милев“ в София (Карта).